# Picsie város
Picsie város (egyszerűsített kínai írással: 毕节市, pinjin: Bìjíe) prefektúra szintű város Kínában, Kujcsou tartományban. Lakosainak száma 6 899 636 fő (2020).

## Népesség
| Lakosok száma | 6 536 370 | 6 686 100 | 6 899 636 |
|               | 2010      | 2018      | 2020      |